# Dover (Minnesota)
Dover – miasto w Stanach Zjednoczonych, w stanie Minnesota, w hrabstwie Olmsted.